# Abdul Gafur

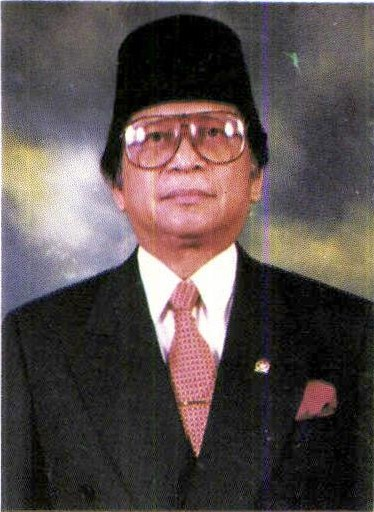
Abdul Gafur (1998)

Abdul Gafur Tengku Idris (* 20. Juni 1938 in Halmahera, Maluku Utara; † 4. September 2020 in Jakarta) war ein indonesischer Politiker der Partei funktioneller Gruppen GOLKAR, der unter anderem von 1978 bis 1983 Staatssekretär für Jugend im Kabinett Pembangunan III sowie zwischen 1983 und 1988 Staatsminister für Jugend und Sport im Kabinett Pembangunan IV war.

## Leben
Abdul Gafur Tengku Idris zog nach dem Besuch der Mittelschule SMP (Sekolah menengah pertama) mit seinen Eltern nach Jakarta und war seit seiner Mittelschulzeit mit Organisationsaufgaben vertraut wie zum Beispiel als Aktivist der Indonesischen Gesellschaft für Entwicklungspsychologie IPPI (Ikatan Psikologi Perkembangan Indonesia) und als Vorsitzender der Schülervertretung der Mittelschule. Er wurde 1959 auch Mitglied der Islamischen Studentenvereinigung HMI (Himpunan Mahasiswa Islam) und begann nach dem Besuch der Oberschule SMA (Sekolah Menengah Atas) in Südjakarta 1959 ein Studium der Medizin an der Universität Indonesia, welches er 1966 abschloss. Während seines Studiums war er von 1963 bis 1965 stellvertretender Vorsitzender des Studentenrates der Universität Indonesia und zugleich zwischen 1963 und 1964 Schatzmeister der Medizinischen Fakultät des Senats der UI, ehe er 1966 Vorsitzender des Präsidiums der Studentenaktionsfront KAMI (Kesatuan Aksi Mahasiswa Indonesia) und Generalassistent des KAMI-Zentrums war. Zwischenzeitlich trat 1964 der im Rang eines Leutnants in die Luftstreitkräfte TNI-AU (Tentara Nasional Indonesia Angkatan Udara) ein und diente als Militärarzt in Kalimantan während der Niederschlagung der kommunistischen Partei Paraku (Partai Komunis Kalimantan Utara). Nachdem er von 1967 bis 1968 Leiter der Abteilung für Allgemeine Gesundheit des Luftwaffenkrankenhauses RSAU (Rumah Sakit Angkatan Udara) in Malang war, fungierte er zwischen 1969 und 1979 als Leiter der Poliklinik für Familienplanung der RSAU in Surabaya.
Gafur, der 1971 der Partei funktioneller Gruppen GOLKAR (Partai Golongan Karya) als Mitglied beitrat, war 1971 stellvertretender Koordinator der Golkar-Jugend. Er war von 1972 bis 1978 als Vertreter der Streitkräfte-Fraktion Mitglied des Volksvertretungsrates DPR (Dewan Perwakilan Rakyat), eine von zwei gewählten Kammern der Beratenden Volksversammlung MPR (Majelis Permusyawaratan Rakyat), des Parlaments der Republik Indonesien. Daneben engagierte er sich von 1972 bis 1976 als Vizepräsident der Weltjugendversammlung sowie als Vizepräsident des Asiatischen Jugendrates und war 1973 auch Vorsitzender des Nationalen Jugendkomitees KNPI (Komite Nasional Pemuda Indonesia).

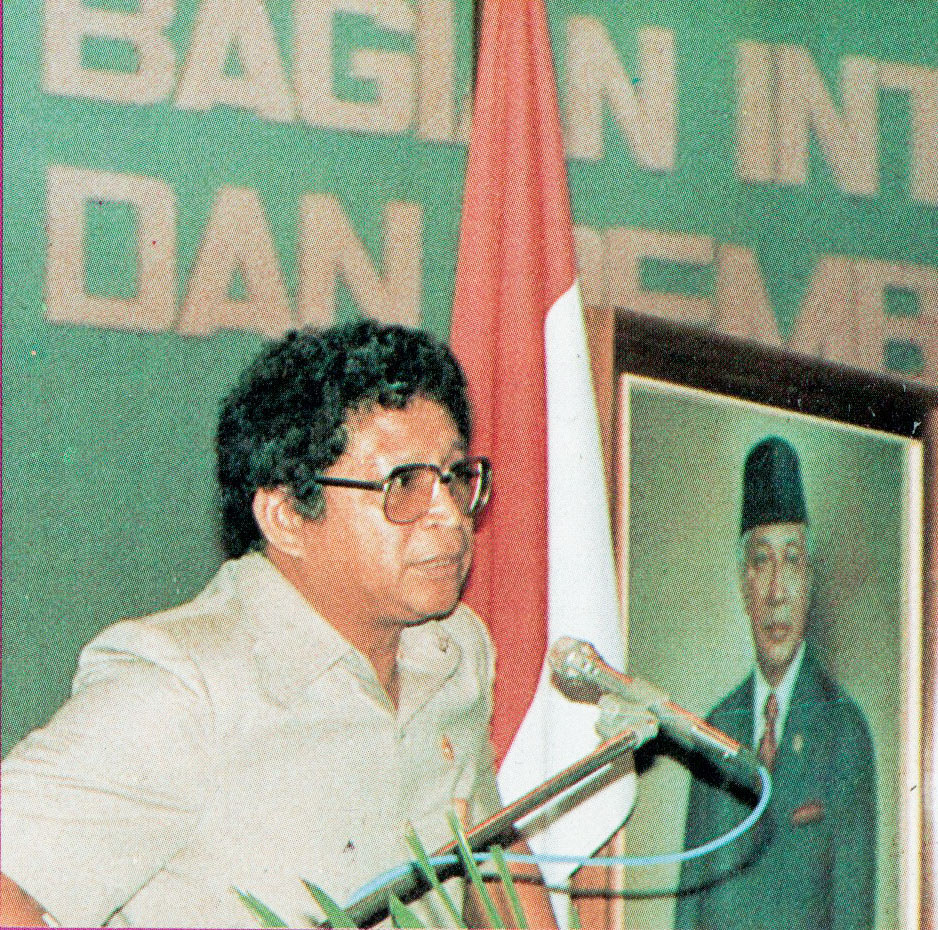
Abdul Gafur während einer Rede beim Festival Film Indonesia (1982).

Am 29. März 1978 wurde Abdul Gafur als Staatssekretär für Jugendangelegenheiten in das dritte Entwicklungskabinett (Kabinett Pembangunan III) von Staatspräsident Suharto berufen und bekleidete im darauf folgenden vierten Entwicklungskabinetts (Kabinett Pembangunan IV) zwischen dem 29. März 1983 und dem 19. März 1988 den Posten des Staatsministers für Jugend und Sport. Am Ende seiner Amtszeit als Minister wurde er Mitglied des Dewan Pertimbangan Agung DPA, gemäß der Verfassung von 1945 eine hohe staatliche Institution, deren Funktion darin besteht, den Präsidenten zu beraten. Nach seiner Amtszeit als Minister übernahm er im Mai 1988 zudem die Leitung der Tageszeitung „Pelita“ und schrieb das Buch „Biografi Soeharto, Sikap dan Harapannya“, das Ende Januar 1988 erschien. Vier Jahre später veröffentlichte er im Dezember 1992 ein weiteres Buch über die Ehefrau Suhartos und First Lady Siti Hartinah Suharto mit dem Titel „Biografi Siti Hartinah, Ibu Utama Indonesia“. Neben seiner Tätigkeit bei „Pelita“ war er 1993 auch einer der Gründer der Zeitschrift „Sinar“.
Gafur, der zwischen 1990 und 2004 Vorsitzender des Indonesischen Jugendentwicklungsverbandes sowie von 1992 bis 2002 auch Vorsitzender der islamischen Organisation Jam`iyatul Muslimin Indonesia war, kandidierte 1993 auf der Nationalkonferenz für die Führung der DPP-Partei GOLKAR und wurde schließlich von 1993 bis 2004 zu einem der stellvertretenden Vorsitzenden des Zentralvorstands DPP (Dewan Pimpinan Pusat) gewählt, wodurch er als einer der Vertreter des GOLKAR-Vorsitzenden Harmoko (1993 bis 1998) beziehungsweise dessen Nachfolger Akbar Tanjung (1998 bis 2004) fungierte. Er war von 1994 bis 2004 auch Vorsitzender der Organisation Warga Jaya Indonesia und war von 1997 bis 1999 wieder Mitglied des Volksvertretungsrates der Beratenden Volksversammlung. Während dieser Zeit war er zwischen 1997 und 1999 stellvertretender Vorsitzender des Volksvertretungsrates und als solcher zuständig für Wirtschaft und Finanzen. Zuletzt war er zwischen 2004 und 2009 als Mitglied der GOLKAR-Fraktion noch einmal Mitglied des Volksvertretungsrates.
Abdul Gafur war zwei Mal verheiratet. Aus seiner ersten 1967 geschlossenen Ehe mit der 1984 verstorbenen Emma Fatima gingen drei Kinder hervor. 1985 heiratete er in zweiter Ehe Kemala Motik, mit der er bis zu seinem Tode 2020 verheiratet war. Aus dieser Ehe gingen drei weitere Kinder hervor. Er starb an den Folgen von Diabetes mellitus im Zusammenhang mit einer COVID-19-Erkrankung im Armeekrankenhaus Gatot Soebroto in Jakarta.